# Џејтон (Тексас)
Џејтон (енгл. Jayton) град је у америчкој савезној држави Тексас. По попису становништва из 2010. у њему је живело 534 становника.

## Демографија
Према попису становништва из 2010. у граду је живело 534 становника, што је 21 (4,1%) становника више него 2000. године.
| Група             | 2000.       | 2010.       |
| Белци             | 456 (88,9%) | 435 (81,5%) |
| Афроамериканци    | 1 (0,2%)    | 1 (0,2%)    |
| Азијати           | 0 (0,0%)    | 0 (0,0%)    |
| Хиспаноамериканци | 56 (10,9%)  | 90 (16,9%)  |
| Укупно            | 513         | 534         |